# بيدارك بالا (مقاطعة اشتهارد)
بيدارك بالا (بالإنجليزية: Mazraeh-ye Bidark-e Bala)‏ هي مستوطنة تقع في قسم بلنغ آباد الريفي (مقاطعة اشتهارد) في إيران.